# Aeroporto di Calicut
L'Aeroporto Internazionale di Calicut, è un aeroporto situato a 27 km dalla città di Manjeri nella regione del Kerala, in India.